# Ramanagara
Ramanagara (Kannada: ರಾಮನಗರ Rāmanagara [ˈrɑːmʌnʌɡʌrʌ]; auch: Ramanagar, Ramanagaram; früher: Closepet) ist eine Stadt im südindischen Bundesstaat Karnataka.
Sie liegt im Südosten Karnatakas rund 50 Kilometer südwestlich der Hauptstadt Bengaluru. Zum Zeitpunkt der indischen Volkszählung von 2011 betrug die Einwohnerzahl Ramanagaras etwa 95.000. Seit 2007 ist die Stadt Verwaltungszentrum des neugegründeten Distrikts Ramanagara.
Während der britischen Kolonialzeit war Ramanagara nach dem General Sir Barry Close (1756–1813) als Closepet bekannt. Nach der indischen Unabhängigkeit wurde die Stadt in Ramanagara („Rama-Stadt“) umbenannt.